# Rentfortmolen
De Rentfortmolen is een watermolen op de Demer die zich bevindt aan de Rentfortstraat 6, ten noordwesten van de kom van Bilzen.
Deze onderslagmolen fungeerde als korenmolen.

## Geschiedenis

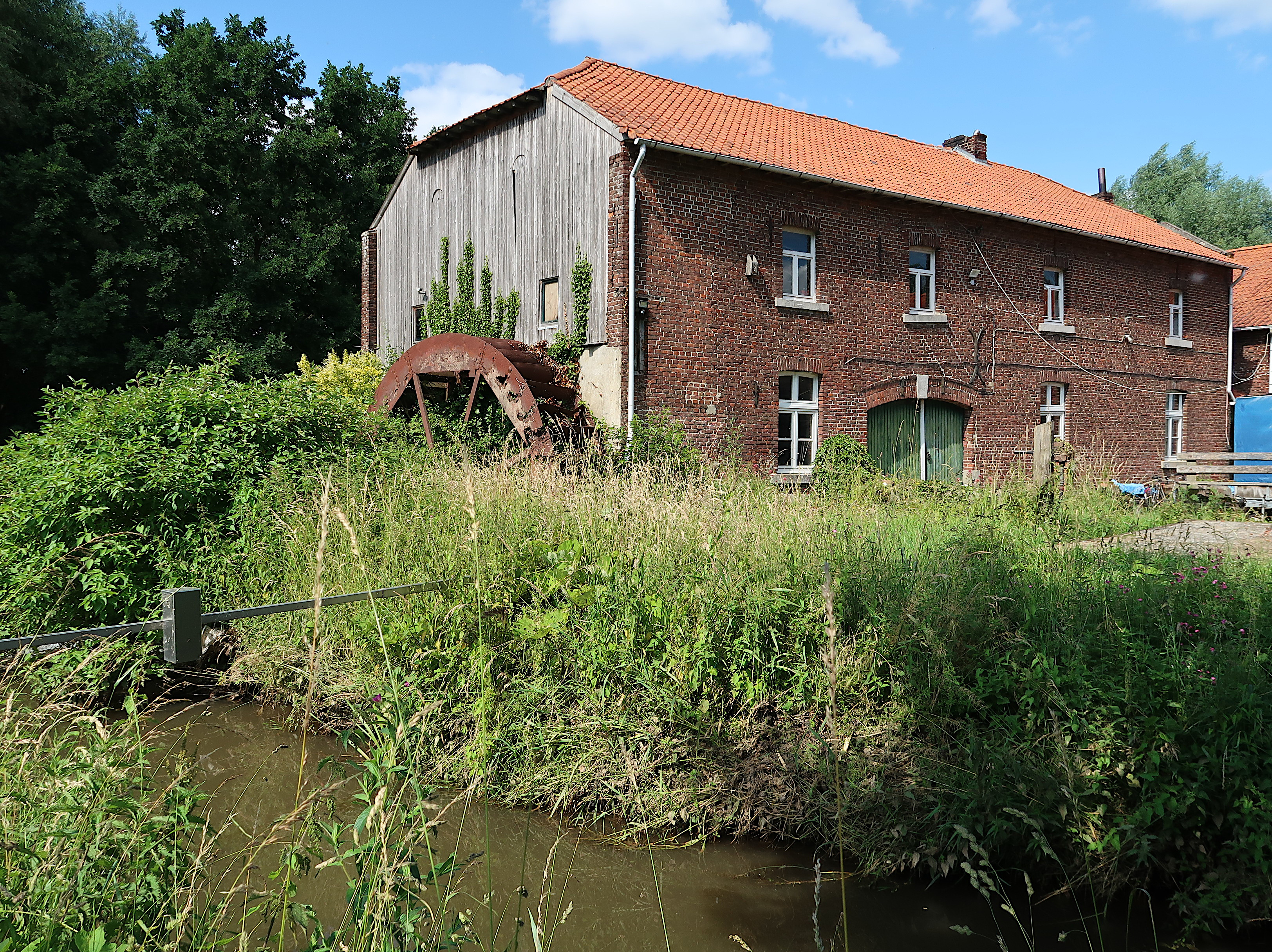
Rentfortmolen in Bilzen

Reeds in 1390 werd deze molen vermeld, maar de huidige gebouwen zijn uit 1862. Verder werd de molen in 1885 vernield, maar kort daarop herbouwd. In 1911 werd het houten rad vervangen door een metalen exemplaar, en ze was tot 1970 in werking. Toen werd echter de Demer gekanaliseerd waarna, tot in de jaren tachtig van de 20e eeuw, nog een elektrisch maalbedrijf plaatsvond.
In 1996 werd de molen, met haar omgeving, beschermd en in 2003 werd de bescherming nog uitgebreid. Er bestaan voornemens om tot restauratie over te gaan.
In de molen is onder meer nog een haverpletter aanwezig.
- Inventaris van het Bouwkundig Erfgoed (Vlaanderen): 568